# Robalo-de-escama-grande
O robalo-de-escama-grande (nome científico: Centropomus mexicanus), também chamado robalo-gordo e robalo-corcunda, é um peixe perciforme da família dos centropomídeos (Centropomidae), endêmico de zonas costeiras da América do Norte, América Central, Caribe e América do Sul, no Oceano Atlântico.

## Etimologia
O nome popular robalo foi formado por metátese de *lobarro, derivado de lobo /ô/, que - assim como o latim lupus,i, no sentido de 'lobo' - é aplicado metaforicamente ao peixe. Comparar ao espanhol lobarro, no sentido de "robalo". Foi registrado em 1340 como rrobalo (apelido) e em 1595 como robalo. O nome genérico Centropomus deriva do grego kéntron (κέντρον), que significa "ferrão" ou "agulhão", e pȭma (πῶμα; genitivo: πώματος, pṓmatos), que significa "tampa" ou "opérculo".

## Taxonomia e sistemática
O robalo-de-escama-grande foi classificado pela primeira vez em Marie Firmin Bocourt em 1868. Embora tenha sido considerado sinônimo de C. parallelus por alguns autores, evidências morfológicas e moleculares sustentam sua validade como espécie distinta. É simpátrica com C. parallelus - espécie morfologicamente muito semelhante - ao longo de grande parte de sua distribuição. No entanto, adultos do robalo-de-escama-grande parecem ocorrer preferencialmente em águas de menor salinidade em comparação aos de C. parallelus. Recentemente, Figueiredo-Filho et al. (2021) sugeriram que o robalo-de-escama-grande representa uma forma juvenil ocasional de C. parallelus, com base em dados morfológicos e moleculares. Contudo, o estudo utilizou apenas exemplares do sul do Brasil, enquanto a localidade-tipo do robalo-de-escama-grande é no México, o que impede a confirmação definitiva de sinonímia entre essas espécies. Além disso, análises genéticas com base na sequência do gene da citocromo oxidase I (COI) indicam diferenciação entre ambas as entidades taxonômicas. Segundo Carvalho-Filho (2023), embora o robalo-de-escama-grande seja válida para o Atlântico Norte, sua ocorrência no Brasil ainda carece de comprovação robusta.

## Descrição
O comprimento máximo registrado para o robalo-de-escama-grande é de 47,5 centímetros, sendo mais comuns exemplares com cerca de 35 centímetros. Os juvenis apresentam uma ponta preta notável na nadadeira dorsal.

## Distribuição e habitat
O robalo-de-escama-grande ocorre na América do Norte (Estados Unidos (Flórida) e México), América Central (Belize, Costa Rica, Guatemala, Honduras, Nicarágua e Porto Rico), Caribe (Dominica, Ilhas Virgens Britânicas, Ilhas Virgens Americanas, República Dominicana e Trindade e Tobago) e América do Sul (Brasil, Colômbia, Guiana Francesa, Guiana, Suriname e Venezuela). No Brasil, está presente nos estados da Bahia, Paraná, Pará, Pernambuco, Rio de Janeiro, Santa Catarina e São Paulo. Habita até 20 metros de profundidade em porções inferiores de rios costeiros, podendo alcançar trechos mais a montante, além de habitar áreas rasas do litoral, como manguezais. Os adultos são geralmente encontrados em ambientes de menor salinidade.

## Ecologia
Como outros robalos, o robalo-de-escama-grande é uma espécie marinha bentopelágica, costeira e estuarina-dependente, de hábitos carnívoros e termofílicos. Vive em águas rasas e salobras, mas também penetra em ambientes de água doce. Trata-se de uma espécie migratória (anfídroma), que realiza a desova no litoral, próximo a estuários, especialmente em bancos de areia. Alimenta-se de pequenos peixes e crustáceos. Os juvenis frequentemente se juntam a grupos de forrageamento de Eucinostomus melanopterus, peixe de tamanho e aparência semelhantes. Misturam-se com as a Eucinostomus melanopterus e se alimentam de peixes e camarões atraídos por suas atividades de escavação. Essa semelhança com um peixe inofensivo para camarões e pequenos peixes permite que o robalo-de-escama-grande se aproxime dessas presas, um exemplo clássico de mimetismo agressivo.

## Conservação
A Lista Vermelha da União Internacional para a Conservação da Natureza (UICN) classifica o robalo-de-escama-grande como pouco preocupante (LC). Trata-se de uma espécie amplamente distribuída, podendo ser comum e localmente abundante em determinadas áreas de sua ocorrência, especialmente em estuários, fozes de rios e regiões influenciadas por correntes de maré. É valorizada na pesca esportiva e capturada comercialmente no México, embora atualmente não enfrente ameaças significativas. Em 2018, foi igualmente classificada como pouco preocupante (LC) no Livro Vermelho da Fauna Brasileira Ameaçada de Extinção do Instituto Chico Mendes de Conservação da Biodiversidade (ICMBio). Todas as espécies do gênero Centropomus possuem interesse comercial e são amplamente visadas pela pesca recreativa e artesanal. Entre as modalidades de pesca estão a pesca com linha, o arrasto de fundo e o emalhe. A conservação das populações do robalo-de-escama-grande, no entanto, está ameaçada pela perda e modificação de habitat, decorrentes da ocupação desordenada do litoral, do desmatamento de manguezais e sua conversão em áreas de aquicultura, bem como pela construção de estruturas portuárias, barragens e parques eólicos.
Os registros do robalo-de-escama-grande são esparsos e irregulares, possivelmente devido à sua semelhança com C. parallelus, o que pode ter resultado em identificações equivocadas. As espécies do gênero Centropomus são simpátricas e podem ocorrer na mesma localidade, embora em proporções variáveis. Há poucos registros de captura da espécie no Brasil, tanto por pesca comercial quanto amadora, e não há dados disponíveis sobre seu tamanho e estrutura populacional. Embora não existam informações específicas sobre a pesca do robalo-de-escama-grande no país, observa-se, nos últimos anos, um aumento na captura e no desembarque de robalos juvenis em geral, indicando possível sobrepesca que afeta provavelmente todas as espécies do gênero. As estatísticas de pesca não apresentam dados individualizados para o robalo-de-escama-grande sendo provável que seus registros estejam incluídos genericamente com outras espécies.
Em sua área de distribuição no Brasil, ocorre em algumas áreas de conservação: a Área de Proteção Ambiental Cananéia-Iguape-Peruíbe (APA Cananéia-Iguape-Peruíbe), a Área de Proteção Ambiental de Guaraqueçaba (APA Guaraqueçaba), a Reserva Extrativista Mãe Grande de Curuçá (Resex Mãe Grande de Curuçá), a Área de Proteção Ambiental Marinha do Litoral Norte (APA Marinha do Litoral Norte), a Área de Proteção Ambiental da Baía de Camamu (APA Baía de Camamu), a Área de Proteção Ambiental da Baía de Todos os Santos (APA Baía de Todos os Santos), a Área de Proteção Ambiental Ponta da Baleia-Abrolhos (APA Ponta da Baleia-Abrolhos) e a Área de Relevante Interesse Ecológico de São Sebastião (ARIE de São Sebastião).